# Liste der denkmalgeschützten Objekte in St. Marien
Die Liste der denkmalgeschützten Objekte in St. Marien enthält die 7 denkmalgeschützten, unbeweglichen Objekte der Gemeinde St. Marien in Oberösterreich (Bezirk Linz-Land).

## Denkmäler
| Foto |                 | Denkmal                                                                                   | Standort                                    | Beschreibung | Metadaten |
| ---- | --------------- | ----------------------------------------------------------------------------------------- | ------------------------------------------- | --- | --- |
| ja   | Datei hochladen | Figurenbildstock hl. Johannes Nepomuk HERIS-ID: 38333 Objekt-ID: 37870                    | Standort KG: Nöstlbach                      | | BDA-Hist.: Q37980580 Status: Bescheid Stand der BDA-Liste: 2025-06-30 Name: Figurenbildstock hl. Johannes Nepomuk GstNr.: 1280/1                                                  |
| ja   | Datei hochladen | Kath. Filialkirche, Barackenkirche Nöstlbach HERIS-ID: 18991 Objekt-ID: 15289             | neben Reiherweg 12 Standort KG: Nöstlbach   | Die Barackenkirche stand vorher in St. Martin bei Traun im Lager 59 und wurde 1963 in Nöstlbach aufgebaut. Die Kirche ist weitgehend im originalen Zustand, nach der Übersiedlung bekam sie allerdings neue Fenster und Türen. Sie ist die einzige als solche noch verwendete Barackenkirche, die es noch in Österreich gibt, und steht daher unter Denkmalschutz. | BDA-Hist.: Q2658788 Status: § 2a Stand der BDA-Liste: 2025-06-30 Name: Kath. Filialkirche, Barackenkirche Nöstlbach GstNr.: 1053/2 Barackenkirche (Nöstlbach)                     |
| ja   | Datei hochladen | Kath. Pfarrkirche Maria Namen und ehem. Friedhof HERIS-ID: 18993 Objekt-ID: 15291         | St. Marien Standort KG: Oberndorf           | Um 1340 fand die Maria-Namen-Kirche in St. Marien erstmalige Erwähnung, der Zeitpunkt der Errichtung oder Einweihung ist unbekannt. Die spätgotische, zweischiffige Hallenkirche wurde im Laufe der Zeit mehrmals verändert. Als man 1797 den Friedhof von der Kirche weg an den Ortsrand verlegte, baute man eine zweigeschoßige Beinhauskapelle an die Vorhalle. Im Kellergeschoß sind Gebeine aus dem ehemaligen Friedhof aufbewahrt, oben fand eine Kreuzigungsgruppe aus der Zeit vor 1650 ihren Platz. In den Hochaltar von 1871 hat man eine Statue der hl. Maria mit dem Kind, entstanden am Anfang des 16. Jahrhunderts, mit aufgenommen. | BDA-Hist.: Q21624819 Status: § 2a Stand der BDA-Liste: 2025-06-30 Name: Kath. Pfarrkirche Maria Namen und ehem. Friedhof GstNr.: .113, 82 Pfarrkirche Maria Namen in Sankt Marien |
| ja   | Datei hochladen | Bildstock HERIS-ID: 18989 Objekt-ID: 15287                                                | bei St. Marien 20 Standort KG: Oberndorf    | | BDA-Hist.: Q37846400 Status: § 2a Stand der BDA-Liste: 2025-06-30 Name: Bildstock GstNr.: 1381/4 Bildstock, St. Marien                                                            |
| ja   | Datei hochladen | Friedhof HERIS-ID: 19001 Objekt-ID: 15299                                                 | bei St. Marien 29a Standort KG: Oberndorf   | Auf Grund der Verfügung vom 23. August 1784 zur Schließung aller innerörtlichen Friedhöfe aus Gründen der „Hygiene“ verlegte man den Friedhof an den damaligen Ortsrand. Gleich rechts nach dem Eingang befindet sich ein Grabmal von 31 Opfer eines Todesmarsches im April 1945. | BDA-Hist.: Q37846439 Status: § 2a Stand der BDA-Liste: 2025-06-30 Name: Friedhof GstNr.: 46/1                                                                                     |
| ja   | Datei hochladen | Kath. Filialkirche hl. Michael und ehem. Friedhofsfläche HERIS-ID: 18992 Objekt-ID: 15290 | St. Michael Standort KG: Pichlwang          | Zur Errichtung und der Geschichte vor dem 15. Jahrhundert gibt es keine Urkunden. Die Kirche wurde 1444 und ein zweites Mal 1500 geweiht. Im Gegensatz zu den Nachbarkirchen Nöstlbach und Kurzenkichen wurde St. Michael unter Kaiser Josef II nicht aufgehoben, der Pfarrhof wurde aber nach St. Marien verlegt. Aus dem Jahre 1720 sind der Hochaltar und der seither unveränderte Seitenaltar. Die Kanzel stammt auch aus dieser Zeit. 1950 verhinderten die benachbarten Bauern durch eine Beteiligung an den Instandsetzungskosten den Abriss der damals baufälligen Kirche. In den Jahren 1962, 1983, 1984 erfolgten einzelne Instandsetzungsarbeiten. Eine komplette Renovierung (innen und außen) wurde in den Jahren 2005 bis 2008 unter Beteiligung der Bevölkerung und finanzieller Unterstützung durch das Bundesdenkmalamt, des Landes Oberösterreich, und der Diözese Linz durchgeführt. | BDA-Hist.: Q37846417 Status: § 2a Stand der BDA-Liste: 2025-06-30 Name: Kath. Filialkirche hl. Michael und ehem. Friedhofsfläche GstNr.: .2, 594                                  |
| ja   | Datei hochladen | Kath. Pfarrkirche hl. Lorenz und ehem. Friedhof HERIS-ID: 52669 Objekt-ID: 60141          | Weichstetten-West Standort KG: Weichstetten | Die Weichstettner Kirche wurde 1509 vom Passauer Weihbischof geweiht. Der dreijochige netzrippengewölbte Chor mit Dreiachtelschluss ist gegenüber dem einschiffigen Langhaus eingezogen. Der Turm an der Westseite trägt einen Zwiebelhelm. Die Kirche wurde 1735 barockisiert, die Einrichtung ist jedoch neugotisch. | BDA-Hist.: Q23541920 Status: § 2a Stand der BDA-Liste: 2025-06-30 Name: Kath. Pfarrkirche hl. Lorenz und ehem. Friedhof GstNr.: .24, 298 Pfarrkirche Weichstetten                 |